# Emilio Caprile
Emilio Caprile (Gênova, 30 de setembro de 1928 – Gênova, 5 de março de 2020) foi um futebolista italiano que atuava como meio-campo.

## Carreira
Caprile fez parte do elenco da Seleção Italiana de Futebol na Copa do Mundo de 1950, no Brasil.[carece de fontes?] Conquistou o campeonato nacional com a Juventus em 1952.

## Morte
Morreu no dia 5 de março de 2020, aos 91 anos.